# Фронт національної єдності
Фронт національної єдності (ФНЄ) — українська праворадикальна організація, що постала 1933 року в Польщі. 

Політична колегія (провід) ФНЄ, Львів, 1938 р.. Стоять в центрі (зліва направо: Дмитро Паліїв, Сильвестр Герасимович та отець Михайло Блозовський. Справа за Блозовським – Микола Шлемкевич – ідеолог ФНЄ

Партія боролася проти політики «нормалізації», що її провадило УНДО, і проти тактики терору ОУН. Зародком ФНЄ була ідеологічна група «Нового Часу», що постала 1933 з ініціативи Дмитра Палієва, згодом оформився організаційний комітет у складі: Сильвестр Герасимович (голова), Д. Паліїв (секретар), о. Михайло Блозовський, В. Кохан, Л. Савойка; крім них, члени кооперативного видавництва «Батьківщина» (Іван Рудницький, Мирон Коновалець).
У 1933 році почав виходити орган партії — двотижневик «Перемога» (1935 року перетворений на ідеологічний квартальник). ФНЄ мав у програмі організувати провідну верству з усіх станів і шарів української нації (згодом виникла назва «творчого націоналізму»). Унаслідок жвавої освідомчої й організаційної роботи ініціаторів діяльність ФНЄ набрала значного розвитку. У листопаді 1934 почав виходити тижневик «Батьківщина», а видавництво «Батьківщина» розгорнуло чималу видавничу діяльність; з листопада 1935 почав виходити щоденник «Українські Вісті».
20 вересня 1936 у Львові відбувся І Конгрес ФНЄ, в якому взяли участь 150 делеґатів (у тому числі 80 % становили селяни). Організаційними клітинами ФНЄ були т. зв. дружини (селянські, робітничі та ін.). Вони були об'єднані в області, що їх очолювали так звані обласні. ФНЄ був першою на Західних Українських Землях не соціалістичною організацією, що спромоглася притягнути до себе робітників, серед інших і тих, що під час українізації в УССР зазнали ком. впливів. До ФНЄ горнулися розчаровані політикою своїх організацій: ундівці, оунівці, гетьманці, а також непартійні.
Керівним органом ФНЄ була обрана на конгресі політична колегія, до якої увійшли: 
- Сильвестр Герасимович (голова),
- Дмитро Паліїв (провідник ФНЄ),
- Степан Волинець (секретар),
- Володимир Кохан, Л. Савойка, Микола Шлемкевич, Юрій Крохмалюк, М. Дзьоба, Іван Гладилович;
- інші діячі ФНЄ: Володимир Дзісь, Д. Кузів, М. Кушнір, Т. Руденський, Роман Антонович.

Другим керівним органом ФНЄ була Крайова Рада, до складу якої входило 30 членів. Керівником ФНЄ на Володимирщині був колишній сотник  УНР Юхим Бунда. Польська влада переслідувала ФНЄ, часто конфіскувала його видання і заарештовувала його активних діячів (на початку 1939 був заарештований весь секретаріат); восени 1935 були заборонені «Перемога» і «Батьківщина», органом ФНЄ впродовж місяця був «Хліборобський Шлях». Згодом видання «Батьківщини» поновлено.
Після вибуху польсько-німецької війни частина провідних членів ФНЄ виїхала на Захід. Тому що в умовах німецької окупації на території Генеральної Губернії не можна було вести незалежної української політики, Д. Паліїв припинив діяльність ФНЄ, а навесні 1941 ФНЄ перестав існувати. Членам ФНЄ доручено було включитися в працю громадської організації УЦК і його низових клітин.